# Vecchiaia (filosofia)
Vecchiaia è un termine che indica l'età nella quale compaiono i primi segni di una debilitazione progressiva delle funzioni vitali fisiche e, talora, intellettive dell'individuo.
Questo periodo finale della vita dell'uomo, nella storia del pensiero, è stato giudicato in modi diversi e contrastanti. L'idea di vecchiaia ha presentato nella storia non un'evoluzione lineare ma una concezione complessa che vede alternarsi rispetto e indifferenza, derisione e venerazione, abbandono e assistenza sociale: comportamenti questi causati da una molteplicità di fattori come la struttura della famiglia, patriarcale o nucleare, la trasmissione orale o scritta della cultura, i modelli di bellezza ecc.

## Età antica
γῆρας, ὅ τ’ αἰσχρὸν ὁμῶς καὶ κακὸν ἄνδρα τιθεῖ

αἰεί μιν φρένας ἀμφὶ κακαὶ τείρουσι μέριμναι,

οὐδ’ αὐγὰς προσορῶν τέρπεται ἠελίου,

ἀλλ’ ἐχθρὸς μὲν παισίν, ἀτίμαστος δὲ γυναιξίν•

vecchiaia, che rende brutto anche un bell'uomo

e il cuore si consuma sotto infinite tempeste,

non c'è gioia più poi alla luce del sole,

ma nei bambini si trova odio e nelle donne non vi si trova alcun rispetto.

Così odiosa ci diede un dio la vecchiaia!»

### Cultura greca

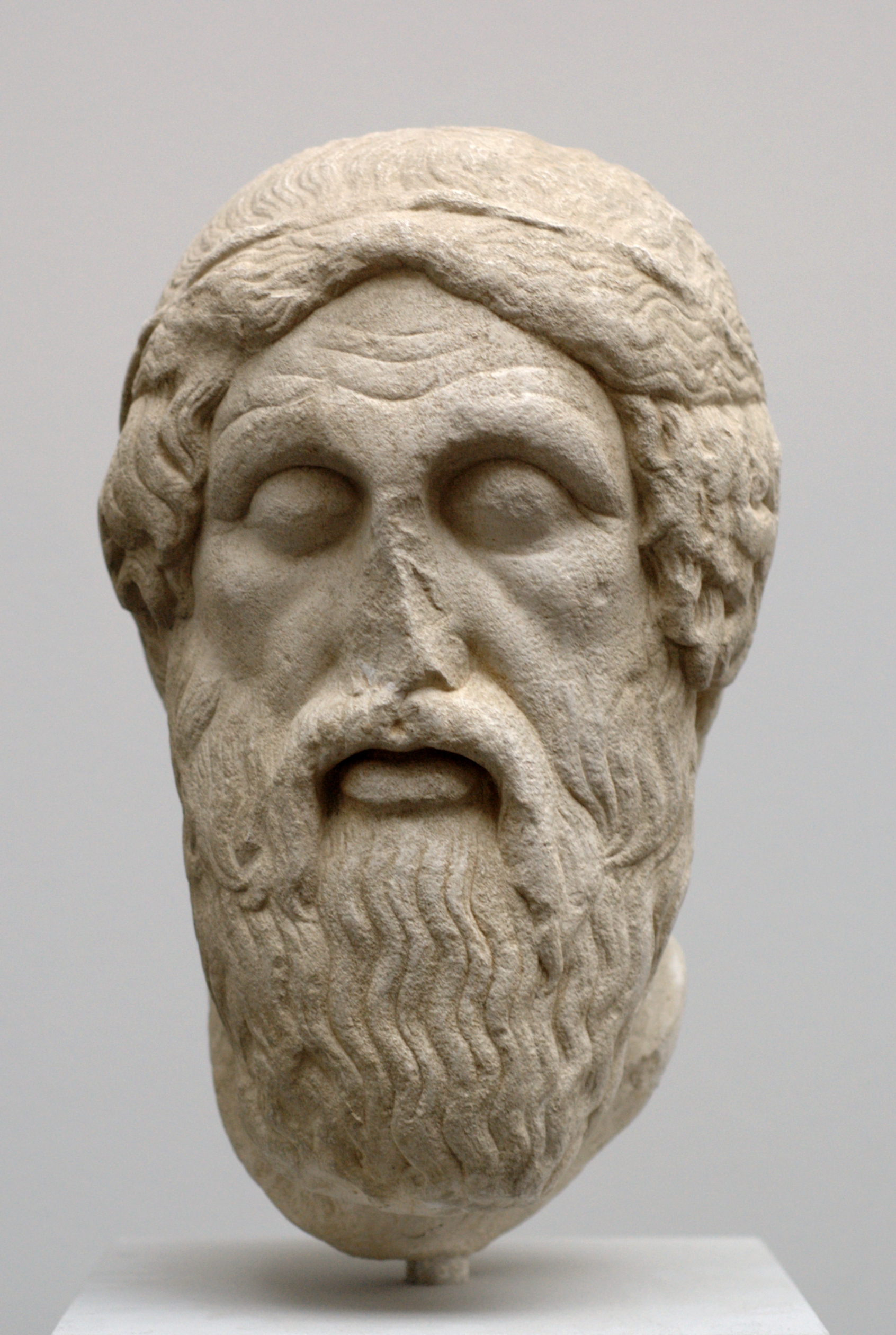
Testa di Omero conservata a Monaco. Copia dell'età imperiale romana di un originale del 460 a.C.

Nella cultura greca più antica il primo modello mitico di vecchio riguarda Omero rappresentato come kalòs géron ("bel vecchio"): un uomo con una folta barba, segnato dall'età, ma con un'espressione di saggezza e di quella considerazione che la società greca arcaica riserva ai gerontes ma anche ai giovani che incarnano l'ideale della kalokagathìa. Nei poemi omerici vengono descritte figure contrastanti di vecchi: al saggio Nestore dell'Iliade è contrapposto il vecchio Laerte, sventurato personaggio dell'Odissea. Nell'Iliade sono gli dei a concedere una "buona vecchiaia" tale che alla degenerazione del corpo corrispondano esperienza, saggezza ed eloquenza: doni riservati a chi è più vicino per età al mondo dell'al di là. La figura del vecchio saggio rappresenta comunque qualcosa di eccezionale riservata a quei pochi che, andando oltre la breve durata media della vita, eccezionalmente arrivavano a vivere fino a 70 anni.

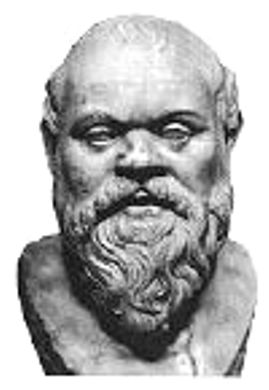
Busto di Socrate come Sileno

La rappresentazione dei filosofi presocratici avvenuta in età ellenistica, quando si volle dare dei filosofi una raffigurazione fisica, che per il tempo trascorso dalla loro morte più nessuno poteva testimoniare, è fatta secondo uno schema preciso tale che i loro aspetti si somiglino tra di loro poiché ciò che interessa non sono più tanto le fattezze fisiche quanto magnificare le qualità del cittadino-filosofo. I personaggi rappresentati allora sono vecchi, poiché la vecchiaia è saggezza, hanno una fronte ampia, barba, calvizie e occhi penetranti e corrucciati per il travaglio del pensiero. Si vuole dare l'idea del vecchio che, benché presenti caratteristiche fisiche che hanno oltraggiato il suo aspetto, tuttavia rappresentano l'ideale di una vita saggia condotta nel rispetto delle leggi. 

In questo panorama culturale costituisce un'eccezione notevole il ritratto scultoreo di Socrate sileno. Socrate fu descritto dai suoi contemporanei, Platone, Senofonte e Aristofane, come fisicamente "brutto". In particolare, nel Simposio, Platone lo accosta alla figura dei "Sileni": quegli esseri propri della religione greca, a metà tra un demone e un animale, che formavano i cortei del dio dell'ebbrezza, Dioniso. Ma la "bruttezza" di Socrate cela, come una maschera, qualcos'altro:  
All'etica arcaica del bello aristocratico si contrappone ora l'etica dello spirito che non si cura più della bellezza fisica.
Nei poeti lirici greci la vecchiaia è considerata nel suo aspetto impietoso di decadimento: Teognide (prima metà del VI secolo a.C.) rimpiange la giovinezza:
Tirteo auspica che i più giovani si prendano cura dei vecchi, Mimnermo rifiuta la vecchiaia «sentita come un'ingiustizia estetica» e spera di morire prima che sopraggiunga:
Saffo sembra invece rassegnarsi ai danni del tempo:
Per Anacreonte (570-485 a.C.) la senilità è un male naturale a cui non si può sfuggire. Solone (640-560 a.C.), autore dell' Elegia della vecchiaia,  come legislatore promulga una legge che obblighi i figli al mantenimento dei genitori anziani.
Nella struttura sociale della polis Atene considera meno politicamente importante il ruolo degli anziani rispetto a Sparta che aveva una gerusia, un consiglio degli anziani che educavano i giovani offrendo loro esempi di vita e di saggezza e, quando necessario, impartendo giuste punizioni. Anche ad Atene vigeva il rispetto per gli anziani ma, come afferma Lisandro:
Questo periodo cruciale della vita umana non poteva non essere espressamente considerato dalla riflessione filosofica a cominciare da Democrito (460-370 a.C.) che giudica la vecchiaia pregna di valori più dell'età giovanile. Rettamente Platone (427-347 a.C.) non crede che la senilità possa essere sempre garanzia di saggezza ed equilibrio anche se l'esperienza passata dà ai vecchi maggiore complessità intellettuale. La vecchiaia inoltre è un'occasione per rafforzare le virtù spirituali messe alla prova dalla decadenza fisica. Il senso naturalistico porta Aristotele (384-322 a.C.) a considerare che è la phthìsis (la debolezza) che stravolge le capacità intellettuali e altera il carattere dei vecchi.

### Cultura romana

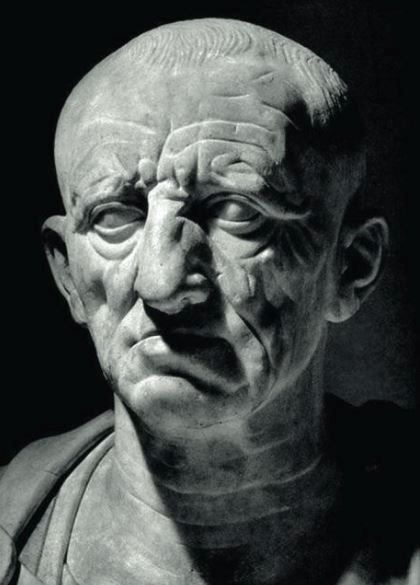
Catone il censore

Diversamente dalla gerusia spartana in Roma il senato, nonostante il nome derivato da senex (vecchio), annoverava anche membri dall'età giovanile ma certo era la gerontocrazia, (auctoritas seniorum), come testimoniano le opere di Livio (59 a.C. – 17 d.C.), a dominare nella società romana dove prevaleva l'autorità  del pater familias e dei capostipiti delle gentes, ricordati e venerati nel culto degli antenati. Lo stesso Livio però testimonia un conflitto generazionale d'età e di opinioni che viene ricostruito nello scontro oratorio tra iuniores e seniores che rivela come nella Roma degli inizi del III secolo a.C. fosse in atto un processo di disgregamento della classe oligarchica dove i tradizionalisti, rappresentati dai più anziani, ormai ridotti di numero per la sostituzione dei più giovani alle cariche pubbliche durante le guerre puniche, dovevano sgomenti cedere il campo al gruppo dei giovani seguaci della famiglia degli Scipioni che addirittura avevano creato il culto di Iuventas che dava una coloritura religiosa all'ideologia giovanile
Nel 44 a.C., il grande vecchio del senato repubblicano, Cicerone, scrive a 62 anni, il Cato Maior de senectute dedicato all'amico sessantaseienne Tito Pomponio Attico, un'opera dove il protagonista Catone dialoga con il giovane Scipione l'Emiliano e l'ancor più giovane Lelio, rivendicando la convinzione che i vecchi possono continuare ad avere una vita politica attiva: 
Un'opinione questa condivisa da Cicerone che tuttavia non manca di evidenziare i difetti dell'età avanzata, come la scontrosità, l'irascibilità, dovuti però più al carattere dei singoli che alla vecchiaia in sé. Viene quindi introdotta la riflessione sulla morte che non riguarda solo i più anziani, come dimostra la fine prematura di tanti giovani. È proprio degli spiriti nobili e saggi attendere la fine con animo sereno, costituendo così un esempio per la maggioranza degli uomini, poiché la morte o è il nulla (e in tal caso nulla vi è da temere, secondo la concezione epicurea), o significa una vita migliore per chi ha vissuto con rettitudine. Catone richiama per sommi capi le dottrine pitagoriche e platoniche sull'anima immortale e augura, infine, agli amici di poter raggiungere l'età avanzata e quindi di provare per esperienza ciò che hanno appena appreso dalle sue parole.
Nei primi due secoli dell'età imperiale il senato perde autorità ma la gerontocrazia continua immutata ed anzi ora gli anziani possono godere di leggi a loro tutela come l'obbligo di mantenimento; gli appartenenti alla classe alta possono occupare cariche senza limiti d'età e, una volta ritiratisi a vita privata, possono dedicarsi all'otium agreste o esercitare il lavoro di anziani e saggi educatori dei giovani: riproponendo così il modello passato dei greci nell'accomunare il senex all'intellettuale filosofo.
Nella letteratura la vecchiaia è considerata in modo ambivalente: viene elogiata quando le si attribuisce il valore di occasione per un accrescimento spirituale al cessare dei travagli delle passioni («Quanto è dolce l'aver stancato le passioni ed essersele lasciate alle spalle!»), satireggiata quando non accetta il decadimento fisico ed aspira a un'impossibile e ridicola falsa giovinezza.
Sino all'inizio del V secolo d.C. non compaiono cambiamenti nella considerazione della vecchiaia nel mondo romano dove prevale il valore della mutua assistenza tra padri e figli. La Chiesa cristiana sin dall'inizio della sua costituzione segna un punto di svolta rispetto alla considerazione della vecchiaia: incamera lasciti testamentari (dal 321 d.C.), assiste i vecchi abbandonati e quelli poveri. Nasce la figura del senex bonus e nella carriera ecclesiastica l'anziano viene visto come garanzia, specie negli ordini monastici, di sobrietà, saggezza e, come nell'asceta, di rinunzia alle passioni.

## Medioevo

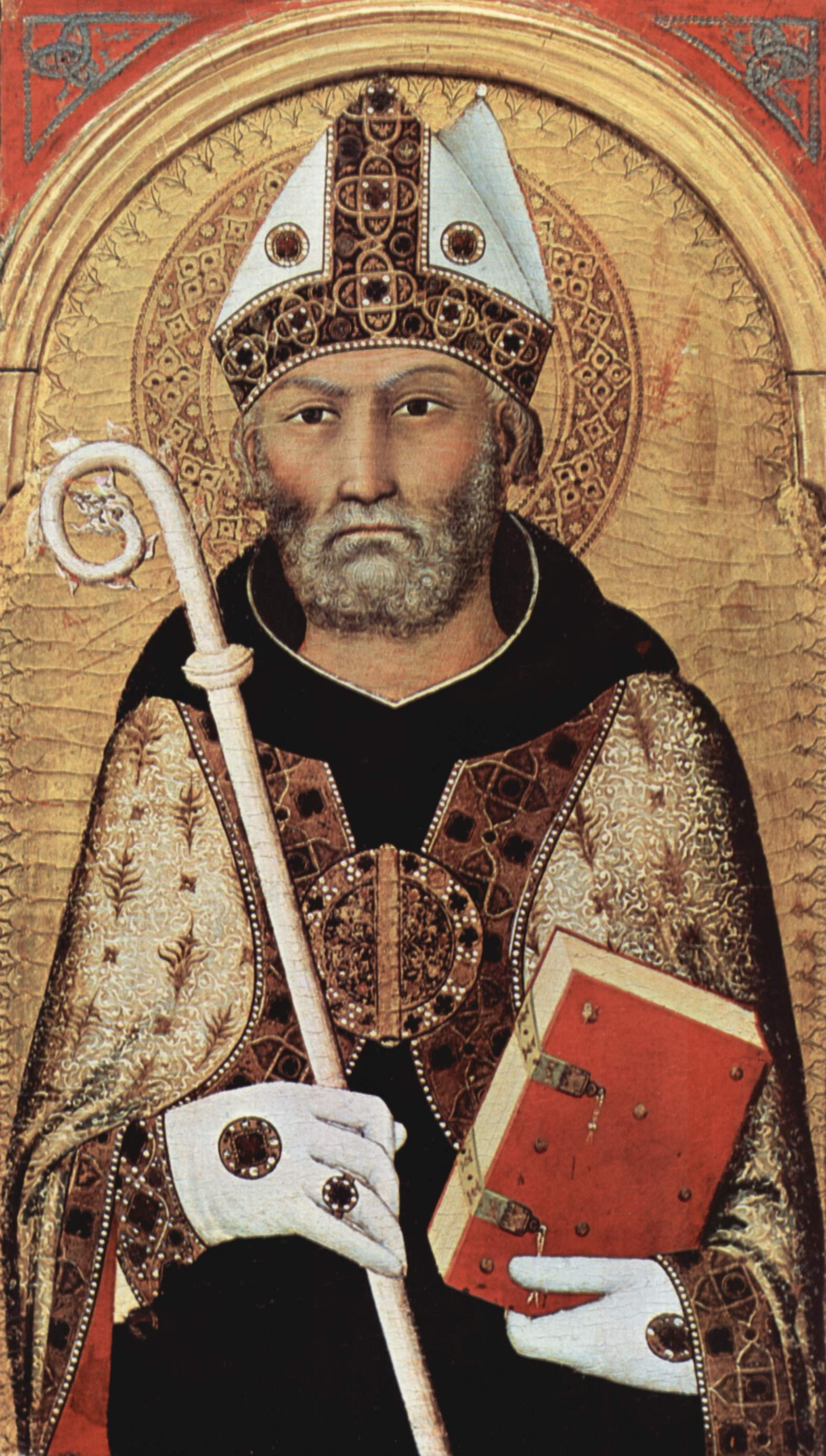
Agostino in un dipinto di Simone Martini.

Nel trattato del 1556 di Bartholomaeus Anglicus Le grand propriétaire de toutes choses, très utile et profitable pour tenir le corps humain en santé si afferma che nel Medioevo la vecchiaia era considerata come una perdita del discernimento e di ogni inibizione tale da ricondurre l'anziano all'età infantile. A questa prima fase seguirebbe la "senies", la fase finale del deterioramento fisico che porta alla morte.
Dal V secolo fino al X, la debolezza che rende i vecchi inabili alle armi viene considerata l'elemento fondamentale per lo svilimento dell'anziano: i visigoti stabiliscono per l'omicidio di un uomo libero di oltre 65 anni un indennizzo di 100 soldi, se la vittima aveva invece dai 20 ai 50 anni si pretende un risarcimento di oltre 300 soldi. Il lessicografo bizantino Suida (X sec.), per dire che i vecchi servivano praticamente a poco, ci tramanda questo antico proverbio greco:
La nave molto vecchia non passerà il mare (Ναῦς παλαιὰ πόντον οὐχί πλώσει.)
La Chiesa non sembra dedicare particolare attenzione ai vecchi che sono accolti negli ospizi e negli ospedali senza differenze assieme ai poveri, alle vedove, agli orfani, ai malati. Gli autori cristiani nelle loro opere parlano della vecchiaia vedendo nel numero degli anni valori simbolici e morali in base ai quali Sant'Agostino, per il quale la vecchiaia inizia a 60 anni e arriva a 120, elabora la divisione della vita in sette età, poi ridotte a sei,  che corrispondono all'età del mondo:
Gli autori cristiani associano le deformità della vecchiaia a quelle causate dai peccati dai quali il vecchio deve riscattarsi mentre i giovani incarnano la freschezza e l'ingenuità dell'uomo redento da Cristo. I malanni della vecchiaia sono i segni della prossima fine corporea e quindi il vecchio dovrà dedicarsi con tutte le sue forze alla pratica dell'amore per il prossimo per salvare la sua anima. Sempre al fine della redenzione il vecchio potrà ritirarsi a vita monastica segnando così la vecchiaia come la specifica età in cui cessa ogni impegno nella vita attiva.
Nella società medioevale il vecchio nell'ambito della famiglia comincia a perdere la sua autorità di pater familias e può continuare a sopravvivere solo se trova sostegno nella benevolenza della comunità altrimenti, specie se non è agiato, non gli rimane che chiedere, assieme ai mendicanti, ai pazzi, agli orfani, ospitalità ai conventi dove il monacus infirmarius lo curerà per amore di Dio. Negli ambienti ecclesiastici i vecchi sono particolarmente numerosi: la sacralità della loro persona li difende dai nemici esterni e le sane condizioni di vita, come la sobria alimentazione, l'ascetismo, li rendono più longevi rispetto al resto della popolazione.
La funzione del vecchio, in modo apparentemente paradossale, si rafforza durante la crisi demografica seguita dal 1348 alle successive epidemie di peste che, secondo alcuni cronisti dell'epoca, colpirono soprattutto bambini e giovani adulti.
I primi censimenti della popolazione ed i registri parrocchiali confermano che dal 1350 in poi aumenta il numero degli anziani. Le famiglie falcidiate dalla peste spesso si ricostituiscono con l'anziano sopravvissuto il quale si risposa con donne giovani formando nuovi nuclei famigliari nei quali convivono tre o quattro generazioni. Nelle città l'anziano riprende la sua autorità e correlativamente negli ambienti intellettuali rinasce la critica della vecchiaia. Geoffrey Chaucer, ad esempio, rappresenta nei suoi Racconti di Canterbury una serie di personaggi avanzati in età che si coprono di ridicolo e che fomentano lo scontro tra le generazioni. Anche Boccaccio nel Decameron racconta di anziani che approfittando della loro ricchezza seducono giovani donne

## Età moderna

### Umanesimo e Rinascimento
Come tutte le epoche di rinnovamento e rinascita il Rinascimento si ricollega all'antichità classica esaltando la bellezza delle giovani vite, aperte alla speranza e al futuro, e aborrendo la vecchiaia, brutto preludio della morte. I letterati descrivono la ripugnanza di certe figure di vecchi e la bruttezza che si accentua nelle figure femminili. Così scrive Niccolò Machiavelli a Luigi Guicciardini raccontando con toni minuziosi e raccapriccianti un suo incontro con una anziana donna: 

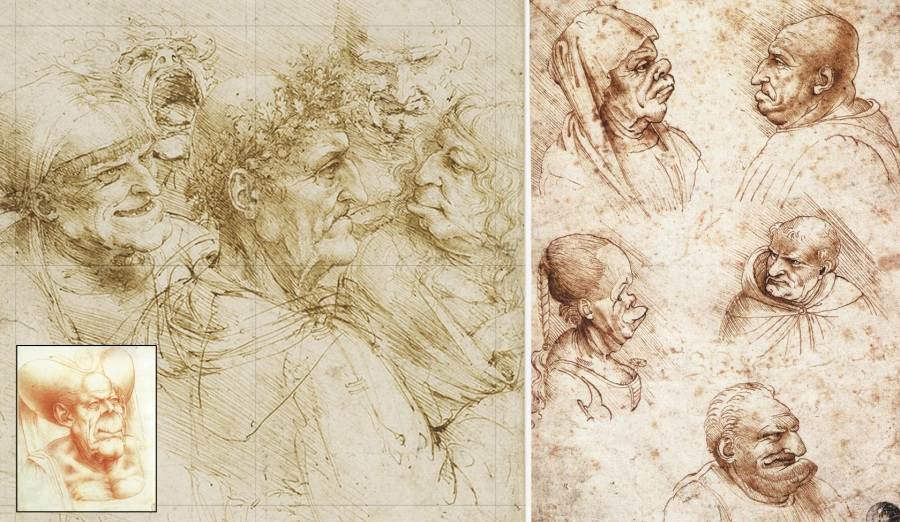
Leonardo da Vinci - Studio di vecchi e caricature

Lo stesso Machiavelli loda le prime istituzioni repubblicane romane che assegnavano le cariche pubbliche senza distinzioni di età mentre Francesco Bacone ritiene che il governo debba essere assegnato ai giovani perché i vecchi sono troppo esitanti e eccessivamente prudenti: si perdono in mille discussioni senza decidere e, alla fine, si accontentano di mediocri risultati
Nonostante questo diffuso disprezzo per la vecchiaia tra gli intellettuali umanisti, in realtà nelle corti europee la presenza di uomini anziani vicini al potere è numerosa: essi stessi poi ricoprono cariche prestigiose come la cattedra papale che, dopo la Controriforma viene assegnata preferibilmente agli anziani, ritenuti come una garanzia di maggiore affidabilità e conservazione.
In questi anni la vecchiaia comincia ad essere studiata da medici e filosofi i quali indagano sulla possibile origine e cura ricercandole anche nell'ambito dell'alchimia, della stregoneria e della religione. Alla fine del 1400 il medico Gabriele Zerbi compone la Gerontocomia che può essere considerata la prima opera fondatrice della geriatria.
Alvise Cornaro, nella prima metà del XVI secolo, nel suo Trattato della salute e della longevità con i mezzi sicuri per raggiungerle [Discorsi intorno alla vita sobria], è convinto che ognuno possa essere l'autore del proprio invecchiamento vivendo fin da principio una vita regolata che gli assicurerà una buona longevità. 

### XVII e XVIII secolo
Anche nel Seicento la vecchiaia in se stessa, che solitamente in quest'epoca giunge a cinquant'anni, come età dell'uomo non gode di alcuna considerazione anche se naturalmente merita rispetto il vecchio quando ricopre come ricco o come dignitario un importante ruolo nella società. 
La condizione dell'anziano comincia a cambiare con lo sviluppo industriale e commerciale del XVIII secolo che porta a miglioramenti igienici e alimentari della popolazione che aumenta e diviene più longeva. L'avvento della borghesia attiva determina una visione della vecchiaia come un'età di chiusura e rimpianto del passato. Nelle commedie di Molière il vecchio continua ad essere oggetto di derisione e così anche in quelle di Carlo Goldoni dove i vecchi (I rusteghi) detestano i giovani convinti come sono della superficialità del loro stile di vita mentre il protagonista del Il burbero benefico, benché vecchio, gode della reputazione di saggezza che gli viene dalla sua opulenza.
Una data fondamentale nella considerazione della vecchiaia è il 1790 anno in cui l'Assemblea nazionale costituente della Francia rivoluzionaria riconosce a chi ha servito lo Stato per almeno 30 anni e ha un'età di più di 50 anni, il diritto, se non ha altri redditi per mantenersi, a ricevere un vitalizio.

## Età contemporanea

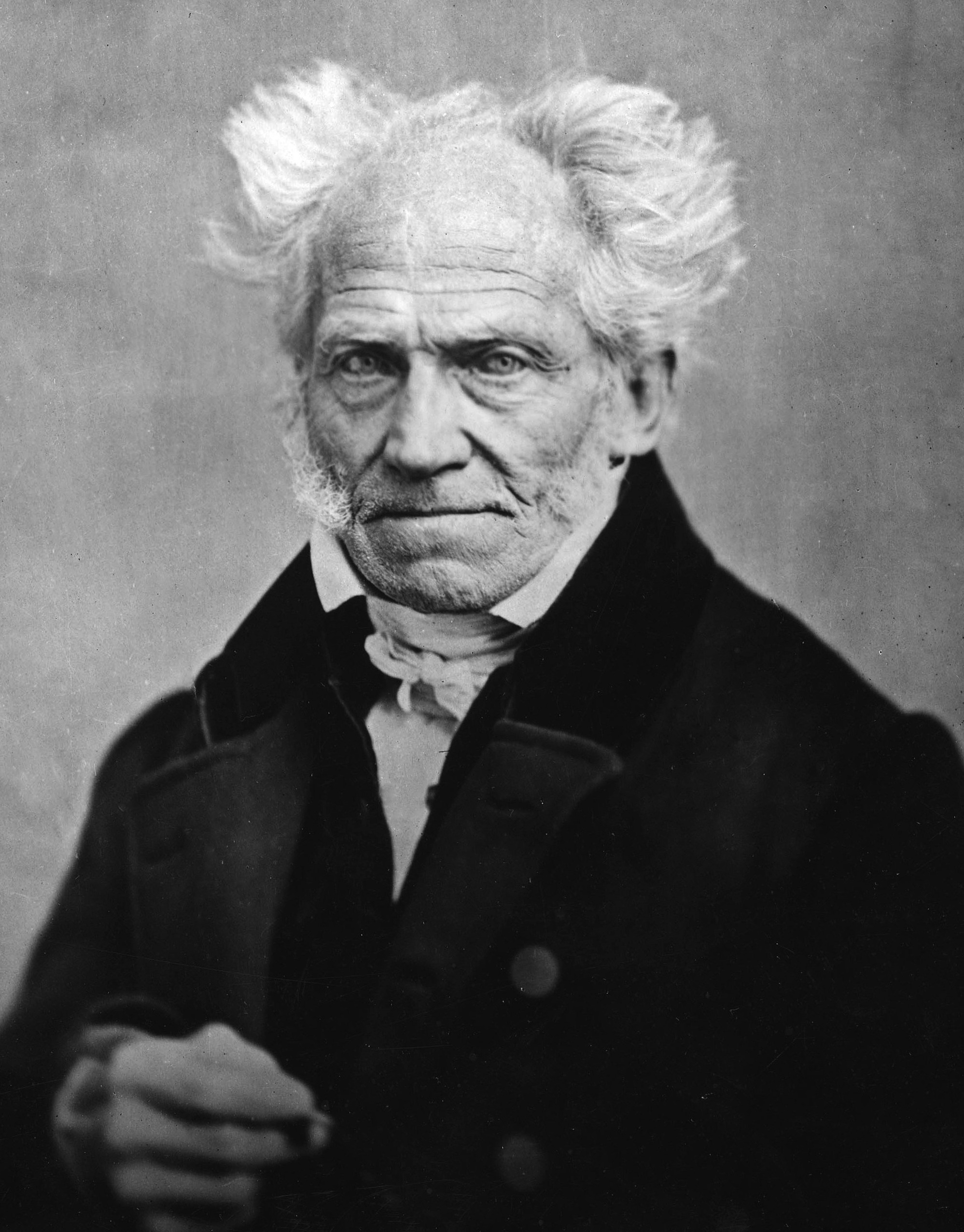
Schopenhauer fotografato nel 1859 a 71 anni, un anno prima della morte.

Con la seconda rivoluzione industriale l'Europa cambia aspetto: aumenta la popolazione e gli anziani si trasferiscono con tutta la famiglia dalle zone rurali nelle città dove vi sono maggiori occasioni di lavoro. I vecchi rimasti nelle campagne quando non possono più lavorare vengono abbandonati o ricoverati in ospizi. Simone de Beauvoir sostiene che non si può accertare quale secolo abbia visto maggiormente la soppressione degli anziani ma rileva che quando alcuni episodi di omicidi vengono alla luce l'opinione pubblica ottocentesca ne è fortemente impressionata. Émile Zola nel suo romanzo La terre ben rappresenta questa situazione sociale che narra dell'uccisione dei vecchi contadini ormai divenuti un peso per la famiglia. I romanzieri ottocenteschi trattano della vecchiaia mettendo in luce soprattutto la nostalgia senile della gioventù ormai persa mentre la filosofia con Arthur Schopenhauer analizza l'ostinato desiderio di continuare a vivere così acuto in chi è prossimo alla morte. La stessa volontà di vivere è anche tipica della gioventù che sogna un felice futuro; invece 
L'esperienza insegna ai vecchi che quelli dei giovani erano sogni e che ormai liberi dai pregiudizi e dalle illusioni si è ormai consapevoli della vanità delle cose terrene.
La vecchiaia è in fondo un'occasione da sfruttare perché ormai la volontà di vivere è quasi dissolta e possiamo tornare allo stato infantile quando non ci facevamo domande sull'esistenza ma la contemplavamo nel suo aspetto estetico.

### XX secolo
Nel Novecento la famiglia patriarcale, chiusa e autosufficiente, legata alla cultura contadina, è messa in crisi dalla urbanizzazione e dalle nuove strutture industriali che si valgono di uno sviluppo tecnologico che ritiene che il sapere, frutto delle esperienze dell'anziano, non abbia valore né meriti considerazione poiché la conoscenza non si accumula nel tempo ma, al contrario, diviene obsoleta e inutile. Tuttavia, nonostante questa svalutazione della sapienza senile, l'esigenza di controllare le nuove organizzazioni proletarie, fondate sulle ideologie socialiste, la necessità di mantenere l'ordine pubblico portano a misure a protezione degli anziani mediante il pensionamento che segna, per la prima volta nella storia, la istituzionalizzazione della vecchiaia.